# Ihosy
Ihosy är en regionhuvudort i Madagaskar.   Den ligger i regionen Ihoromberegionen, i den södra delen av landet, 400 km söder om huvudstaden Antananarivo. Ihosy ligger 733 meter över havet och antalet invånare är 16 990.
Terrängen runt Ihosy är huvudsakligen kuperad, men österut är den platt. Runt Ihosy är det glesbefolkat, med 13 invånare per kvadratkilometer. Det finns inga andra samhällen i närheten. Omgivningarna runt Ihosy är huvudsakligen savann.